# Нюдейл
Нюдейл (на английски: Newdale) е град в окръг Фримонт, щата Айдахо, САЩ. Нюдейл е с население от 358 жители (2000) и обща площ от 0,6 km². Намира се на 1548 m надморска височина. ЗИП кодът му е 83436, а телефонният му код е 208.